# ARS-Element
Ein ARS-Element (autonom replizierende Sequenz) ist eine Nukleotidsequenz auf der DNA von manchen Hefen, die als Replikationsursprung zur Einleitung der Replikation dient.

## Eigenschaften
Entdeckt wurden ARS-Elemente in Plasmiden der Bäckerhefe Saccharomyces cerevisiae, die unabhängig neben der Replikation des eigentlichen Genoms in der Lage waren, sich selbst zu replizieren. Inzwischen ist bekannt, dass solche Sequenzen auch im eigentlichen Genom als Startstelle ORI (origin of replication) der Replikation dienen. ARS-Elemente kommen unter anderem in der Bäckerhefe, in der Spalthefe Schizosaccharomyces pombe und in Candida guilliermondi vor. Da die ARS-Elemente teilweise nur artspezifisch für Klonierungszwecke verwendet werden können, wurden Konsensussequenzen zur Verwendung in mehreren Arten entwickelt.
Eine typische Einzeller-ARS besteht aus etwa 150–200 Nukleinbasen, wobei eukaryotische ARS komplizierter und beim Säuger wesentlich größer ausfallen. Typischerweise ist das ARS-Element ein A/T-reicher Bereich.